# Championnat du monde de hockey sur glace 1982
Navigation
Suède 1981 Allemagne 1983
Le quarante-huitième championnat du monde de hockey sur glace eu lieu à Helsinki et Tampere en Finlande du 15 au 29 avril.

## Mondial A
|        | Équipe               | PJ | V | D | N | BP | BC | Pts |
| ------ | -------------------- | -- | - | - | - | -- | -- | --- |
| Or     | Union soviétique     | 10 | 9 | 0 | 1 | 58 | 20 | 19  |
| Argent | Tchécoslovaquie      | 10 | 5 | 3 | 2 | 38 | 20 | 12  |
| Bronze | Canada               | 10 | 5 | 3 | 2 | 46 | 30 | 12  |
| 4      | Suède                | 10 | 3 | 4 | 3 | 26 | 35 | 9   |
| 5      | Finlande             | 7  | 3 | 3 | 1 | 21 | 31 | 7   |
| 6      | Allemagne de l'Ouest | 7  | 2 | 4 | 1 | 19 | 30 | 5   |
| 7      | Italie               | 7  | 1 | 5 | 1 | 20 | 44 | 3   |
| 8      | États-Unis           | 7  | 0 | 6 | 1 | 21 | 39 | 1   |

Les États-Unis rejoignent le Mondial B pour le championnat de 1983.

### Effectif vainqueur
| Place | Pays             | Joueurs |
| ----- | ---------------- | --- |
| 1     | Union soviétique | Vladislav Tretiak, Vladimir Mychkine, Viatcheslav Fetissov, Alekseï Kassatonov, Valeri Vassiliev, Sergueï Babinov, Zinetoula Bilialetdinov, Vassili Pervoukhine, Irek Guimaïev, Vladimir Zoubkov, Sergueï Mikhaïlovitch Makarov, Igor Larionov, Vladimir Kroutov, Aleksandr Kojevnikov, Vladimir Golikov, Viktor Tioumenev, Andreï Khomoutov, Viktor Jlouktov, Sergueï Kapoustine, Viktor Chalimov, Nikolaï Drodzetski, Sergueï Chepelev |

## Mondial B
Disputé du 18 au 27 mars 1982 à Klagenfurt, Autriche.
|    | Équipe             | PJ | V | D | N | BP | BC | Pts |
| -- | ------------------ | -- | - | - | - | -- | -- | --- |
| 9  | Allemagne de l'Est | 7  | 6 | 0 | 1 | 48 | 25 | 13  |
| 10 | Autriche           | 7  | 4 | 2 | 1 | 33 | 26 | 9   |
| 11 | Pologne            | 7  | 4 | 2 | 1 | 42 | 23 | 9   |
| 12 | Norvège            | 7  | 3 | 4 | 0 | 24 | 43 | 6   |
| 13 | Roumanie           | 7  | 2 | 4 | 1 | 27 | 30 | 5   |
| 14 | Suisse             | 7  | 1 | 3 | 3 | 20 | 27 | 5   |
| 15 | Chine              | 7  | 2 | 4 | 1 | 32 | 47 | 5   |
| 16 | Pays-Bas           | 7  | 2 | 5 | 0 | 22 | 27 | 4   |

L'Allemagne de l'Est rejoint le Mondial A pour le championnat de 1983. La Chine et les Pays-Bas sont relégués dans le Mondial C.

## Mondial C
Disputé du 19 au 28 mars 1982 à Jaca, Espagne
|    | Équipe       | PJ | V | D | N | BP | BC  | Pts |
| -- | ------------ | -- | - | - | - | -- | --- | --- |
| 17 | Japon        | 7  | 7 | 0 | 0 | 70 | 14  | 14  |
| 18 | Yougoslavie  | 7  | 5 | 2 | 0 | 59 | 20  | 10  |
| 19 | Danemark     | 7  | 4 | 2 | 1 | 35 | 20  | 9   |
| 20 | France       | 7  | 4 | 3 | 0 | 56 | 30  | 8   |
| 21 | Hongrie      | 7  | 4 | 3 | 0 | 43 | 29  | 8   |
| 22 | Bulgarie     | 7  | 2 | 4 | 1 | 29 | 30  | 5   |
| 23 | Espagne      | 7  | 1 | 6 | 0 | 26 | 50  | 2   |
| 24 | Corée du Sud | 7  | 0 | 7 | 0 | 11 | 136 | 0   |

Le Japon et la Yougoslavie rejoignent le Mondial B pour le championnat de 1983.